# Apple Valley (Ohio)
Apple Valley – jednostka osadnicza w Stanach Zjednoczonych, w stanie Ohio, w hrabstwie Knox.